# Szlak Borowy
 Szlak Borowy to turystyczny szlak pieszy w północnej części Kampinoskiego Parku Narodowego.

## Opis
Szlak łącznikowy doprowadzający turystów od przystanku PKS w Nowinach na teren Kampinoskiego Parku Narodowego.
W Piaskach Królewskich polana wypoczynkowa i pozostałości dawnej kolejki wąskotorowej. Przy węźle szlaków w Krzywej Górzej opuszczona leśniczówka KPN i obszar ochrony ścisłej Krzywa Góra

## Bieg szlaku

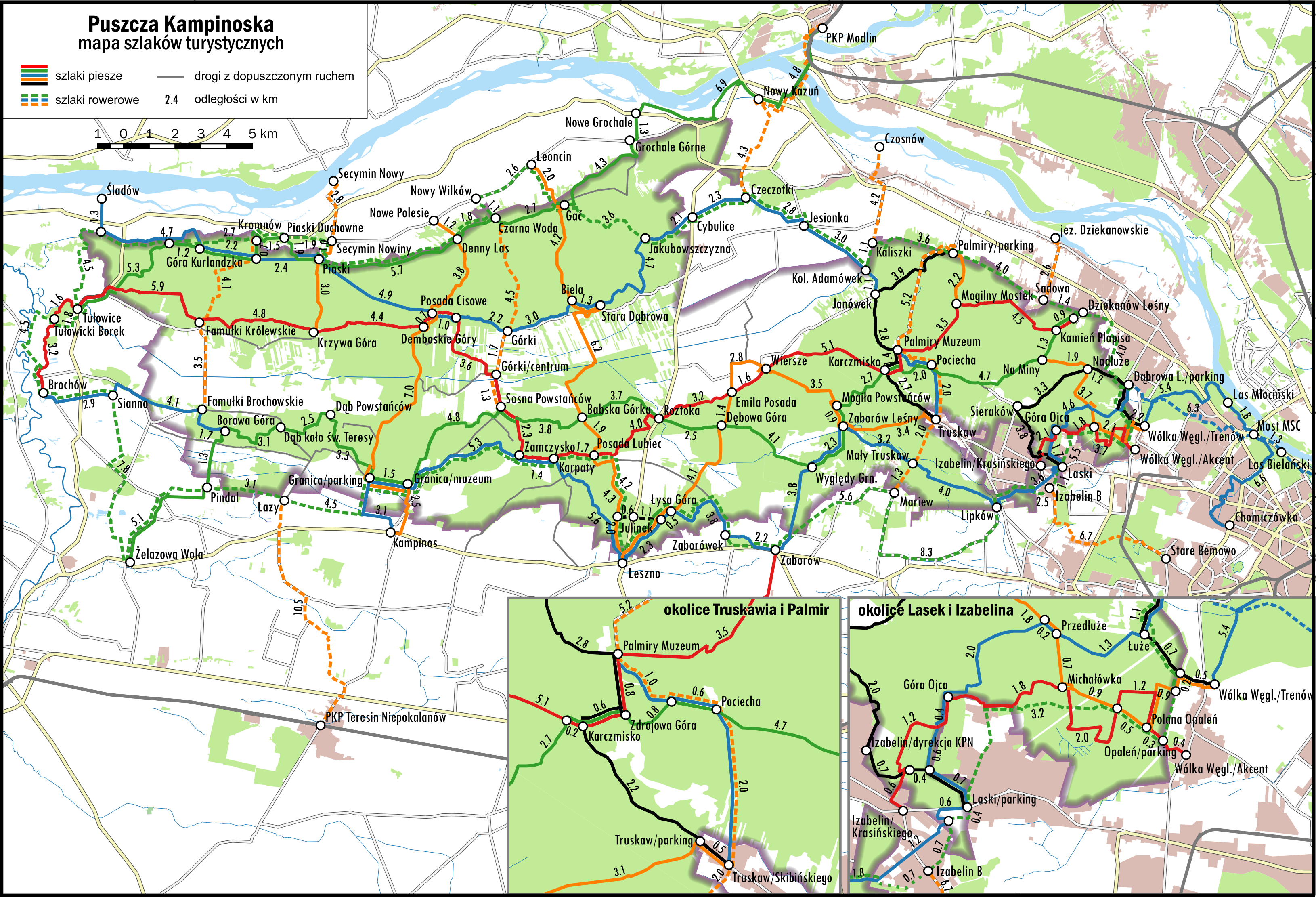
Szlaki piesze w KPN

| km  | Miejsce / Miejscowość | Atrakcje                   | Połączenie ze szlakiem                                                   |
| --- | --------------------- | -------------------------- | ------------------------------------------------------------------------ |
| 0,0 | Nowiny                |                            |                                                                          |
| 1,0 | Piaski Królewskie     | ślady kolejki wąskotorowej | Północny Szlak Krawędziowy Północny Szlak Leśny im. Teofila Lenartowicza |
| 4,0 | Krzywa Góra           |                            | Główny Szlak Puszczy Kampinoskiej                                        |